# Spilsby
Spilsby är en småstad och civil parish med 2 236 invånare som ligger i Lincolnshire i regionen Östra Midlands i England.
Staden ligger vid södra gränsen av ett kuperat område (Lincolnshire Wolds) och 25 km öster om Nordsjön. Mellan Spilsby och havet ligger marskland. Regionen söder om staden kännetecknas av intensivt jordbruk.
Spilsby är sedan 1988 vänort till den franska staden Fresnay-sur-Sarthe.
1786 föddes konteramiralen och polarforskaren John Franklin i Spilsby.